# ティノ・セーガル
ティノ・セーガル（Tino Sehgal、1976年 - ）は、イギリスに生まれ、現在ベルリンを本拠地とする芸術家。彼が「構築された状況」(constructed situation)と呼ぶその作品では、彼の考えた指示をパフォーマーが実行する（セーガル本人はそこにはいない）。セーガルはベルリンで政治経済を、エッセンでダンスを学び、2000年からアーティストとしての活動を始めた。
セーガルはICA(Institute of Contemporary Arts, ロンドン)やテート・ギャラリー、マニフェスタ4、2005年のヴェネツィア・ビエンナーレなどのメジャーな会場での展示を数多く行っている。2006年にはヒューゴ・ボス賞の最終選考に残った。セーガルは作品の売買時に、指示の文面、領収書、カタログ、写真が一切存在しないように要求している。つまり、彼の作品はいかなる形の記録も残されない。

## 主な作品
This is New
美術館の案内係がその日の新聞の見出しを来館者に言う。
This Success/This Failure
小さな子どもたちが何もない部屋で、何も物を使わずに遊ぶ。子ども達はときどき、観客を自分たちのゲームに引き入れる。
Instead of allowing some things to rise up to your face, dancing bruce and dan and other things
ダン・グラハムとブルース・ナウマンの作品である、ダンスに影響を受けたビデオ作品を、実演として再上演したもの（2000年）。
This is Good
美術館員が、腕を振り回し左右の足で交互に飛び跳ねながら"This is Good"と繰り返し言う（2001年）。
This is Propaganda
観客が部屋に入るときに、美術館の警備員が、"This is Propaganda/you know/you know"（これはプロパガンダです、知ってるでしょ、知ってるでしょ）という歌詞の歌を歌う（2002年）。この作品はテート・ギャラリーのコレクションに加わっている。
This objective of that object
観客はこちらに背を向けた5人の人に囲まれる。五人は「この作品の目的は討論の対象になること」と唱和する。観客が返事をしなければ、彼らはゆっくり地べたに崩れ落ちる。観客が何かを言うと彼らはその言葉について議論を始める（2004年） 。

## 註
リンク先はすべて英文
1. 1 2  Anne Midgette, The New York Times, Nov 25, 2007
2. ↑  guggenheim.org Archived 2008年2月25日, at the Wayback Machine.
3. ↑  Alan Gilbert, The Talking Lure, The Village Voice, Dec 4, 2007
4. ↑  tate.org.uk
5. ↑  Lucy Steeds, Tino Seghal, Art Monthly, March 2005, pp28 - 29. Archived 2005年10月26日, at the Wayback Machine.